# 夜幕獵人
《夜幕獵人》是一部2018年加拿大心理驚悚片，由大衛·雷蒙（David Raymond）執導兼編劇，亨利·卡維爾、班·金斯利、亞歷珊卓·妲妲里奧、史丹利·圖奇、布萊登·佛雷切、敏卡·凯利及奈森·菲利安主演。講述一名美國警察和側寫師合作偵破一樁未成年少女誘拐案。電影由DirecTV於2019年8月8日VOD發行，薩班影業安排2019年9月6日在美國影院上映。《夜幕獵人》評價普遍不佳，主要被批評劇情上的破碎。

## 劇情
當明尼蘇達州的一輛木材卡車上發現一名年輕女子的屍體時，華特·馬歇爾警探懷疑這名受害者從橋上躍下致死，以從歹徒手中逃走。前法官麥可·庫柏與名為蘿拉的女孩合作抓捕一名未成年誘拐犯，讓對方沒法再度犯案。馬歇爾追查蘿拉耳環的追蹤器，在賽門·斯圖爾擁有的一棟豪宅中找到了她和其他俘虜的年輕女性。賽門被捕，警察試圖確定他是否應對綁架負責。在調查賽門的背景時，他們發現賽門是因強姦而出生，他的母親在生下他後自殺。
在賽門被拘留期間，警察部隊發現自己已成為另一名襲擊者的目標。技術員馬修·奎因在一次汽車炸彈爆炸中喪生，同胞技術員格拉索在其小女兒的生命受到威脅時被迫釋放賽門。警察發現賽門之後殺死了他的父親，庫柏發現蘿拉失蹤而相信是賽門的合作者所為；庫柏攔截了運送賽門的警車，但自己遭人從後方開槍。然後發現，賽門實際上是一對同卵雙胞胎，哥哥是幕後的綁架者，弟弟則是智能障礙，兩人在先前早已掉包。在逃跑之前，這對雙胞胎殺死了庫柏並綁架了警方的側寫師瑞秋·蔡斯。
由馬歇爾帶領的一支團隊使用賽門在警局留下的追蹤器（小熊布偶），在一凍結的湖面上找到了這對雙胞胎，他們正用點燃的網球攻擊抓住的蘿拉和瑞秋。蘿拉逃脫，馬歇爾劫持了對方的智障弟弟為人質，說服持槍的哥哥釋放瑞秋。釋放瑞秋後，馬歇爾要弟弟前去擁抱他的哥哥。對方順從，但使腳底下的冰層破裂，導致兩兄弟跌入冰湖中淹死。
之後，蘿拉讀了庫柏生前遺留的一封信，感謝她所做的一切。馬歇爾在瑞秋的陪同下拜訪了他的女兒費耶，這意味著馬歇爾和瑞秋有著更進一步的關係。

## 演員
- 亨利·卡維爾飾演華特·馬歇爾（Walter Marshall）
- 班·金斯利飾演麥可·庫柏（Michael Cooper）
- 亞歷珊卓·妲妲里奧飾演瑞秋·蔡斯（Rachel Chase）
- 史丹利·圖奇飾演哈伯督察（Commissioner Harper）
- 布萊登·佛雷切飾演賽門·斯圖爾／賽門雙胞胎（Simon Stulls / Simon's Twin）
- 敏卡·凯利飾演安吉（Angie）
- 奈森·菲利安飾演馬修·奎因（Matthew Quinn）
- 姆波·可霍（英语：Mpho Koaho）飾演格拉索（Glasow）
- 艾瑪·特倫布雷（英语：Emma Tremblay）飾演費耶（Faye）
- 狄倫·潘（英语：Dylan Penn）飾演蘇菲亞（Sophia）
- 伊琳娜·瓊絲（英语：Eliana Jones）飾演蘿拉（Lara）
- 丹妮拉·拉文朵（英语：Daniela Lavender）飾演迪克曼（Dickerman）
- 卡琳·伯切爾（Carlyn Burchell）飾艾米·斯圖爾（Amy Stulls）

## 製作
毅力國際（Fortitude International）於2017年在柏林國際影展上公開販售心理驚悚片《諾米斯》（Nomis），該片由大衛·雷蒙（David Raymond）自編自導，亨利·卡維爾、班·金斯利和亞歷珊卓·妲妲里奧主演；毅力的羅伯特·奧格登·巴納姆（Robert Ogden Barnum）、上升影業（Arise Pictures）的克里斯·佩蒂特（Chris Pettit）、布法羅加爾影業的傑夫·比斯利（Jeff Beesley）共同擔任製片；瑞克·杜格戴爾也擔任了製片，毅力的納丁·德巴羅斯（Nadine De Barros）則是執行製片人。2017年3月7日，敏卡·凯利、史丹利·圖奇、奈森·菲利安和布萊登·佛雷切加入演出陣容。
主要拍攝始於2017年2月25日在曼尼托巴省温尼伯進行，2017年4月3日宣告殺青。

## 發行
《夜幕獵人》於2018年9月28日在洛杉磯影展上全球首映。DirecTV於2019年8月8日VOD發行，隨後由薩班影業排於2019年9月6日在美國影院上映。

## 反響
《夜幕獵人》收穫負評居多。在爛番茄上根據35條評論，新鮮度僅14%，平均得分為4／10；該網站共識：「做作且陳詞濫調，《夜幕獵人》浪費了堅實的陣容，為了追求動作冒險而死不賦與實質。」在Metacritic上，基於10位評論家的評論，電影得到31分（滿分100），評價不佳。
網站的羅傑·摩爾（Roger Moore）認為電影「破碎又不連貫」，僅給了1.5／4顆星，並批評「諸多凌亂、令人費解的瘋狂和硬碰硬的不合邏輯轉折，」「從劇本到佈景，再到佈景到剪輯室的這過程中，劇本頁面上看到的任何連貫全被丟失。」《好萊塢報導》的賈斯汀·洛維（Justin Lowe）認為劇情「過於複雜」，與《火線追緝令》（1995年）、《分裂》（2016年）和其他連環殺手驚悚片相比，《夜幕獵人》相顯失色。

## 備註
1. ↑  前稱為[2]。該名稱在加拿大等地區仍繼續使用。

## 外部連結
- 互联网电影数据库（IMDb）上《夜幕獵人》的资料（英文）